# Dom na Uršlji gori
Dom na Uršlji gori – schronisko turystyczne na Pohorju w Słowenii.

## Opis
Schronisko stoi tuż pod szczytem Uršljej gory albo Plešivca (1699 m) obok kościoła św. Urszuli, wybudowanego w 1602. Na szczycie stoi budynek RTV z masztem. Pierwsze schronisko wybudowało w 1912 niemiecko-austriackie towarzystwo górskie; po I wojnie światowej przejął je Mislinjski oddział Słoweńskiego Towarzystwa Górskiego. Schronisko spłonęło podczas II wojny światowej, 29 sierpnia 1942. Po wyzwoleniu spalone schronisko przejęło PD (towarzystwo górskie) Prevalje, które je wyremontowało i 22 sierpnia 1948 otwarło. W latach 1980–1983 wybudowano wielką, nowoczesną przybudowę i ją funkcjonalnie powiązano z gruntownie odnowionym starym schroniskiem; powiększony i odnowiony obiekt uroczyście otwarto 17 czerwca 1984 przy 65-leciu PD Prevalje. Na początku 1992 pojawił się zasięg telefonii komórkowej.
Schronisko jest otwarte od początku czerwca do końca września, także w soboty, niedziele i święta. W części gościnnej jest 100 siedzeń i lada barowa; przy stołach przed schroniskiem jest 120 siedzeń; w 11 pokojach jest 60 łóżek, w dwóch wspólnych noclegowniach zaś 22 miejsca; WC, umywalnia z ciepłą i zimna wodą; nowa część schroniska jest centralnie ogrzewana; woda, prąd, zasięg.

## Widok
Z Uršljej gory jest obszerny widok. Na wschodzie i południowym wschodzie leżą Mislinjska, Šaleška i dolna Savinjska dolina, dobrze widać Slovenj Gradec, Velenje i Šoštanj, z tyłu zaś Pohorje, Paški Kozjak, Gorę Oljkę i Pogórze Posawskie (Posavsko hribovje); na południe są Smrekovec, Golte, Dobrovlje, Menina planina, za Belimi Vodami zaś widzimy też cząstkę górnej Savinjskiej doliny; od południowego zachodu na północny zachód widać Raduhę, Olševą, Alpy Sawińskie, Pece i Svinšką planinę; na północy leży Mežiška dolina z Ravnymi i Prevaljami' u podnóża Uršljej gory widzimy Ivarčkie jezioro, Kotlje i Preški vrh, na prawo pagórkowaty Selovec, za doliną Strojną i Črnešką gorę, z tyłu zaś Golicę; na północnym wschodzie pokazuje się cząstka Drawskiej doliny z Košenjakiem nad nią. Przy dobrej widoczności widzimy też Julijce z Triglavem, Wysokie Taury i Nizinę Panońską.

## Dostęp
- samochodem lokalną i leśną drogą z Ravnych na Koroškem, koło schroniska narciarskiego (smučarska koča) i schroniska na Naravskich ledninach do parkingu pod Malim vrhem, do schroniska – 30 min
- z Ravnych na Koroškem, koło schroniska narciarskiego i przez Kozji hrbet – 3 h
- ze Slovenj Gradca, SPP-em koło domu pocztowego pod Plešivcem – 4 h
- z Prevaljów, przez Leše – 4 h
- z Mežicy, koło sv. Lenarta – 4 h
- lokalną drogą Mežica – Črna na Koroškem, z Žerjava ob Jazbinškem potoku do gospodarstwa Krstavčnik, koło schroniska na Naravskich ledinach – 3 h
- lokalną drogą Črna na Koroškem – Topolšica, do przełęczy Spodnje Sleme, do schroniska – 2 h
- z Šoštanja, koło Andrejovego schroniska na Slemenu – 5 h.

Do Ravnych na Koroškem i Prevaljów można dostać się pociągiem, do Slovenj Gradca, Mežicy i Šoštanja także autobusem.

## Szlaki turystyczne
- schronisko na Naravskich ledinach (1072 m), 1,30 h
- Poštarski dom pod Plešivcem (805 m), 2 h
- Andrejove schronisko na Slemenu (1096 m), 2 h
- schronisko na Smrekovcu (1377 m), 4,30 h